# Dobieszyn (województwo mazowieckie)

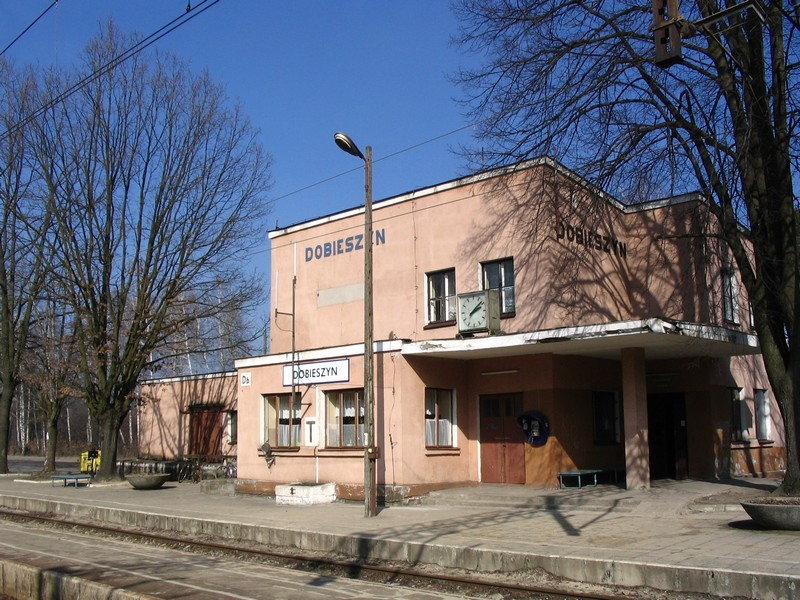
Budynek stacji kolejowej w Dobieszynie

Dobieszyn – wieś sołecka w Polsce położona w województwie mazowieckim, w powiecie białobrzeskim, w gminie Stromiec. 
| SIMC    | Nazwa                  | Rodzaj      |
| ------- | ---------------------- | ----------- |
| 0638688 | Dobieszynek            | część wsi   |
| 0638694 | Nadleśnictwo Dobieszyn | osada leśna |

We wsi stacja PKP na linii Warszawa – Radom. We wsi zabytkowy kościół drewniany. Wokół lasy Puszczy Stromeckiej. Popularny wśród turystów punkt wyjściowy dla wycieczek pieszych i rowerowych.
Przez miejscowość przebiega droga krajowa nr 48.
W latach 1954–1972 wieś należała i była siedzibą władz gromady Dobieszyn. W latach 1975–1998 miejscowość administracyjnie należała do województwa radomskiego.
Wieś jest siedzibą rzymskokatolickiej parafii św. Teresy od Dzieciątka Jezus od 1935 r. Kościół parafialny od 2011 wpisany jest do rejestru zabytków.